# Piper villosum
Piper villosum är en pepparväxtart som beskrevs av C. Dc.. Piper villosum ingår i släktet Piper och familjen pepparväxter. Inga underarter finns listade i Catalogue of Life.